# Mallodeta simplex
Mallodeta simplex är en fjärilsart som beskrevs av Rothschild 1931. Mallodeta simplex ingår i släktet Mallodeta och familjen björnspinnare. Inga underarter finns listade i Catalogue of Life.